# 폭풍 속의 네덜란드 배
폭풍 속의 네덜란드 배(Dutch Boats in a Gale)는 조지프 말로드 윌리엄 터너가 1801년에 완성한 그림 작품이다. 현재 런던의 내셔널 갤러리에 소장되어 있다. 낭만주의 화풍으로 캔버스에 유채화로 그려졌다.
작품 "폭풍 속의 네덜란드 배"는 네덜란드의 해양화가 빌럼 판 더 펠더 2세(Willem van de Velde the Younger)에게서 영향받은 것으로 알려져 있다.
바다 위에서 폭풍과 맞서 싸우는 네덜란드 어부를 묘사한다.

## 같이 보기
- 갈릴리 바다의 폭풍
- 돌풍(突風)

## 참고
- https://web.archive.org/web/20180521104630/https://www.mycelebs.com/art/%ED%8F%AD%ED%92%8D%20%EC%86%8D%EC%9D%98%20%EB%84%A4%EB%8D%9C%EB%9E%80%EB%93%9C%20%EB%B0%B0-210621
- https://m.blog.naver.com/PostView.nhn?blogId=ebnii&logNo=220235185146